# Бријенон сир Армансон
Бријенон сир Армансон (фр. Brienon-sur-Armançon) насеље је и општина у источном делу централне Француске у региону Бургоња, у департману Јон која припада префектури Осер.
По подацима из 2011. године у општини је живело 3.139 становника, а густина насељености је износила 100,64 становника/km². Општина се простире на површини од 31,19 km². Налази се на средњој надморској висини од 97 метара (максималној 245 m, а минималној 84 m).

## Демографија
| 1962. | 1968. | 1975. | 1982. | 1990. | 1999. | 2011. |
| ----- | ----- | ----- | ----- | ----- | ----- | ----- |
| 2.949 | 2.951 | 3.169 | 3.154 | 3.088 | 3.234 | 3.139 |

График промене броја становника у току последњих година